# Vladislav Metodiev
Vladislav Metodiev (in bulgaro  Владислав Методиев?; Kjustendil, 14 aprile 1980) è un lottatore bulgaro, specializzato nella lotta greco-romana. Vice campione europeo a Tbilisi 2013 nella categoria dei 96 chilogrammi.

## Biografia
Ha rappresentato la Bulgaria ai Giochi olimpici estivi di Atene 2004 nel torneo del 96 chilogrammi, concludendo al dodicesimo posto.
Agli europei di Tbilisi 2013 ha vinto la medaglia d'argento nel torneo dei 96 chilogrammi, perdendo in finale contro l'armeno Art'our Aleksanyan.

## Palmarès
- Europei

Tbilisi 2013: argento nella categoria fino a 96 kg.
- Europei

Sofia 2000: argento nella categoria fino a 85 kg.